# Exechocentrus
Exechocentrus là một chi nhện trong họ Araneidae.